# Скала, Кангранде II делла
Кангранде II делла Скала (итал. Cangrande II della Scala; 7 июня 1332, Верона, сеньория Вероны — 14 декабря 1359, Верона) — итальянский государственный деятель и кондотьер, сеньор Вероны из дома Скалигеров с 1351 года. Сын Мастино II делла Скала, сеньора Вероны и Таддеи да Каррара.

## Биография
Кангранде II наследовал отцу в 1351 году, получив власть над Вероной и Виченцой. До 1352 года находился под регентством своего дяди Антонио делла Скала.
В 1350 году женился на Елизавете Баварской, дочери императора Людовика IV Баварского и Маргариты Голландской. Брак оказался бездетным. У него было несколько незаконнорожденных детей: дочери Джордана, Беатриче, Франческа, Таддеа, Каньола стали монахинями, сыновья — Тебальдо стал монахом, Френьяно стал кондотьером и подестой Виченцы, Гульельмо смог стать сеньором Вероны, и умер вскоре после этого.
Кангранде II был прозван в народе «Бешенным псом», так как правил Вероной авторитарно, копя богатство для своих незаконнорожденных детей за счёт обнищания населения города. Это привело к недовольству среди горожан, и ему пришлось искать помощи у наемников из Бранденбурга. Однако это не помогло, и он был убит своим братом Кансиньорьо делла Скала, который стал новым сеньором Вероны, вместе с другим братом — Паоло Альбойно делла Скала, опираясь на поддержку родственников из дома Каррара, сеньоров Падуи.